# Куркумин
Куркуминът е изолиран през 1815 г. от коренището на растението куркума (Curcuma longa L., сем. Zingiberaceae), използвано като подправка и лечебно растение в индийската народна медицина вече повече от 5000 години. Емпиричната формула на куркумина е C21H20O6. По-късно е идентифициран химически като диферулоилметан и е причислен към групата на полифенолните съединения. В дрогата Rhizoma Curcumae (коренище от куркума) са установени и други близкородствени на куркумина съединения. Това са дезметоксикуркумин (куркумин II), бисдезметоксикуркумин (куркумин III) и циклокуркумин. Тези вещества и куркуминът се наричат общо куркуминоиди и съставляват 3 – 5% от сухото тегло на коренището. Добиват се чрез алкохолна екстракция. В търговски предлагания куркумин се съдържат главно куркумин I (~77%), куркумин II (~17%) и куркумин III (~3%).

## Физични и химични свойства
Чистият куркумин представлява жълто-оранжев прах, лошо разтворим във вода и етер и добре разтворим в етанол, диметилсулфоксид и ацетон. Алкохолният разтвор има ярко жълт цвят при pH между 2,5 и 7 и червен цвят при pH > 7. В разтвор претърпява кето-енолна тавтомерия, като равновесието е изтеглено в посока към енолната форма в органични разтворители и към кето формата във вода. Куркуминът е стабилен в кисела среда, но в неутрална или алкална среда бързо се разгражда до ферулова киселина и ферулоилметан. Във фосфатен буфер с pH 7,2 само за 30 минути куркуминът се разгражда почти напълно. Антиоксидантите обаче забавят този процес.
Куркуминът се използва за количествено определяне на бор по т.нар. куркуминов метод. Той реагира с борната киселина, образувайки червено на цвят съединение, наречено розоцианин, което впоследствие се определя колориметрично.

## Фармакокинетика
Куркуминът достига много ниска бионаличност след перорално приложение при хора. Пикът в плазмената концентрация се наблюдава между 1 и 2 часа след приема. След еднократна доза от 2 g куркумин в плазмата се откриват само следи, а след прием на 8 g куркумин плазмената концентрация достига до около 1,77 μM. Главната причина за ниската бионаличност на куркумина е бързият му интестинален и чернодробен метаболизъм. Според едно изследване съвместното перорално приложение на 2 g куркумин с 20 mg пиперин (основният алкалоид в черния пипер и силен инхибитор на лекарствения метаболизъм) осигурява 20 пъти по-висока бионаличност на куркумина, без при това да се наблюдават токсични ефекти. Основните метаболити на куркумина са тетрахидрокуркумин, хексахидрокуркумин и хексахидрокуркуминол, както и техни и на изходното вещество глюкуронидни и сулфатни конюгати. Тетрахидрокуркуминът и хексахидрокуркуминът имат значително по-ниска биологична активност от куркумина, а хексахидрокуркуминолът е лишен от такава. Преобладаващият път на излъчване на куркумина и метаболитите му от организма е чрез жлъчката.
Друг подход за повишаване на бионаличността на куркумина е чрез прилагането му под форма на комплекс с фосфатидилхолин. Доза от 450 mg свързан куркумин осигурява сходна бионаличност с тази след приложение на 4 g свободен куркумин. Проучват се и възможностите за приложение на куркумин включен в липозоми или наночастици.
Проучване при плъхове показва, че в някои органи куркуминът постига по-високи концентрации отколкото в плазмата. Най-висока концентрация е измерена в червата, следвани от черния дроб, далака и бъбреците. При хора също е установено натрупване на куркумин в червата, но измерената концентрация в черния дроб е била много ниска.

## Биологична активност
Куркуминът е извеестен с антитуморните си, антиоксидантни, антиамилоидни и противовъзпалителни свойства. Противовъзпалителното действие би могло да се дължи на левкотриенно инхибиране.
Куркуминът действа като чистач на свободните радикали и антиоксидант, потискайки липидната пероксидация и оксидативното увреждане на ДНК. Куркуминоидите активират глутатион S-трансферазата и са мощни инхибитори на цитохром P450.
През последните няколко десетилетия са осъществени обширни работи за установяване на биологичната роля и фармакологичното действие на куркумина. Неговият противораков ефект се дължи на способността му да предизвиква апоптоза в раковите клетки без цитотоксични ефекти в здравите клетки. Куркуминът може да пречи на действието на транкрипционния фактор NF-κB, който често е силно изразен в много ракови клетки според лекцията на д-р Денис Лиота в колежа „Дейвидсън“ през януари 2006 г.
Едно изследване от 2004 на UCLA-Veterans Affairs с генетично модифицирани мишки подсказва, че куркуминът би могъл да потиска натрупването на разрушителен бета-амилоид в мозъка на пациенти с болест на Алцхаймер и също да разрушава съществуващи плаки, свързани с болестта. Публикувана е информация, че куркуминът потиска цикооксигеназа-2 (COX-2), както и липоксигеназа (LOX) – два ензима, участващи при възпаление.
Той се използва като хранителен оцветител (той придава жълтия цвят на кърито). Като хранителна добавка E номерът му е Е100.
Както посочват Каваниши et al. (2005), куркуминът е нож с две остриета, като има както антиракови, така и канцерогенни ефекти. Канцерогенните ефекти са установени при интерференция с пътеката на p53 туморния супресор, важен фактор на човешкия рак на колона (част от дебелото черво). Канцерогенни и LD50 тестове върху мишки и плъхове обаче не успяват да установят връзка между туморогенезата и прилагането на куркумин в олеосмола от куркума при концентрации, по-големи от 98%.
Куркуминът има разрушително действие върху здравите човешки клетки. Изследване, направено от Кели et al (2001) в списанието „Mutation Research“, доказва, че куркуминът има прооксидантно действие, основано на действието му върху ДНК схемата, получена от алкална гелна електрофореза. Но нежеланите действия на куркумина могат да се потиснат от липофилния антиоксидант α-токоферол, познат също като витамин E.
Има и косвени свидетелства, че куркуминът подобрява мозъчните функции. Изследване върху 1010 азиатци, които са употребявали жълто къри и са били на възраст между 60 и 93 години показва, че тези, които са яли соса един път на 6 месеца или по-често са имали по-високи MMSE резултати от тези, които не са го употребявали. Но от научна гледна точка това н епоказва дали кърито е било причина за разликите или хората, които са водили по-здравословен живот, са употребявали и повече от кърито или някаква съвсем различна връзка.
Азиатският куркумин може да бъде тоскичен незаради самия куркумин, а заради съдържанието на тежки метали, инсектициди, хербициди и фунгициди. Търсещите куркумин заради приетите му добри ефекти могат да получат неканени тоскични спътници от т.нар. „естествен куркумин.“